# پنگوئن چتم
پنگوئن جزایر چَتِم (نام علمی: Eudyptes warhami) نام یک گونه منقرض‌شده از سرده پنگوئن‌های کاکل‌دار است.